# Bugatti Bolide
Bugatti Bolide – hipersamochód produkowany pod francuską marką Bugatti od 2021 roku.

## Historia i opis modelu

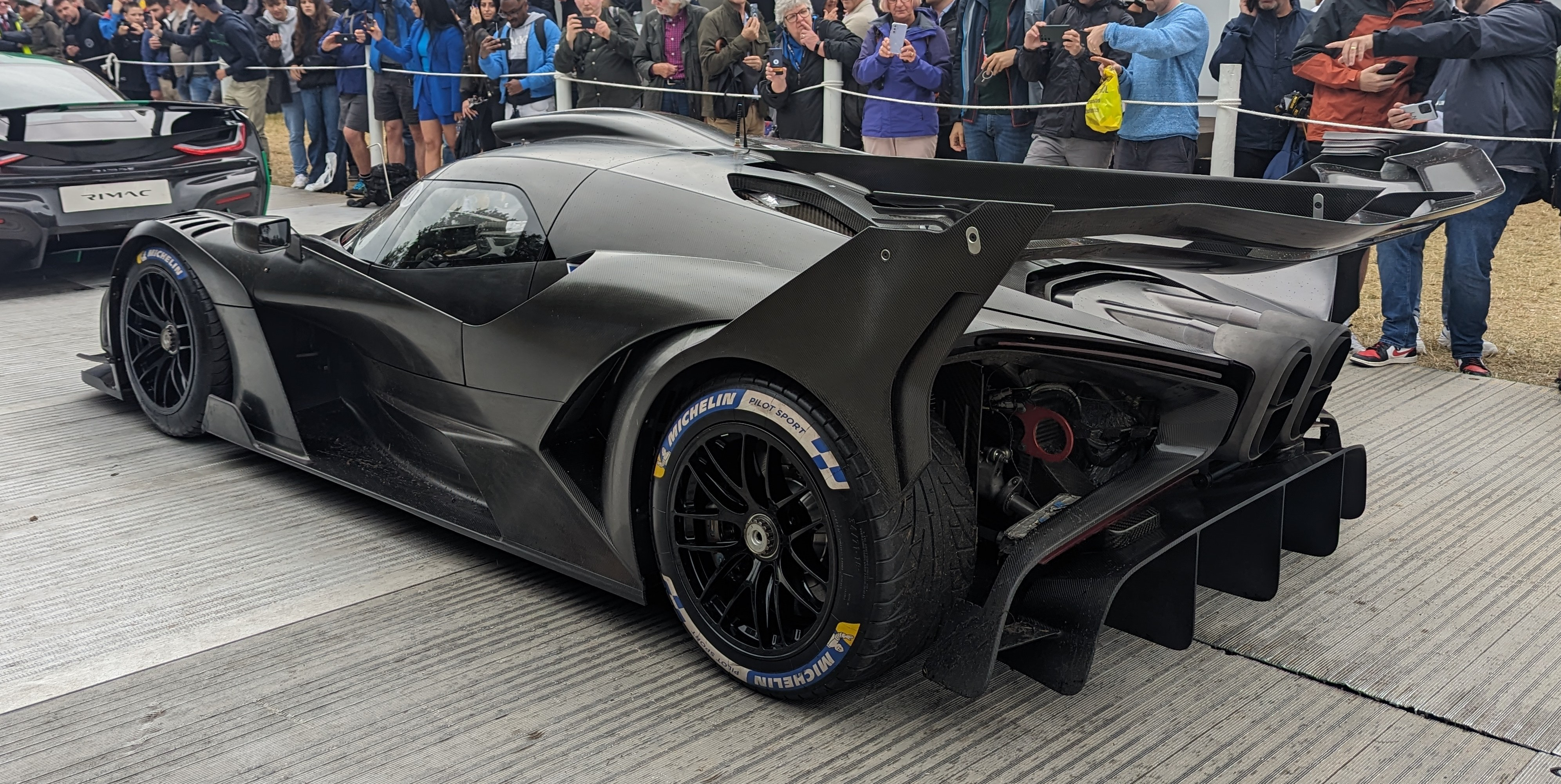
Bugatti Bolide – tył

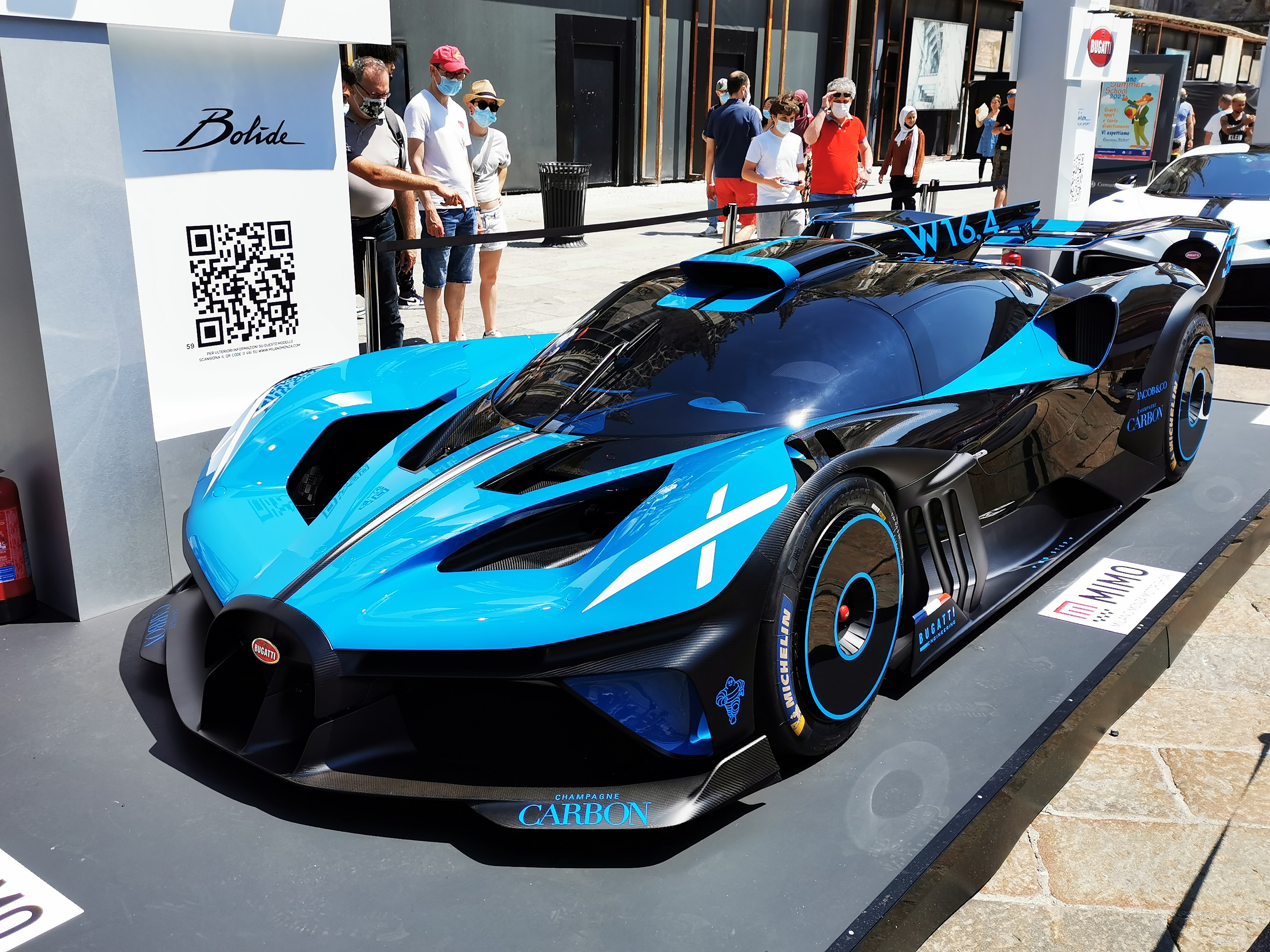
Bugatti Bolide w Mediolanie

W październiku 2020 roku Bugatti przedstawiło kolejny model specjalny zbudowany w ramach polityki rozbudowy portfolio, podobnie jak wcześniejsze konstrukcje Divo, La Voiture Noire i Centodieci powstając w oparciu o podzespoły techniczne głównego modelu Chiron. W przeciwieństwie do dotychczasowych konstrukcji Bugatti, model Bolide zamiast luksusowo-sportowego zyskał stricte wyczynowy charakter samochodu wyścigowego.
Za projekt stylistyczny Bugatti Bolide odpowiedzialny był szef zespołu odpowiadającego za specjalne projekty firmy, Nils Sajonz. Awangardowa stylizacja odznaczyła się dużą ilością rozległych wlotów powietrza, smukłą sylwetką, a także motywem litery „X”, który wykorzystany został zarówno wobec reflektorów, jak i obszernych lamp tylnych przecinających cały pas tylny. Stylistyka została podyktowana przede wszystkim względami aerodynamicznymi i chęcią uzyskania jak najiższej masy całkowitej. Nadwozie wykonano z włókna węglowego, z kolei elementy mocujące powstały z tytanu, a alufelgi ze stopów magnezu.
Do napędu Bugatti Bolide wykorzystany został stosowany już w innych modelach silnik typu W16 o pojemności 8 litrów, który specjalnie z myślą o tym modelu został głęboko przeprojektowany w celu dostosowania do wyższych prędkości obrotowych. W efekcie rozwinął on moc 1850 KM mocy i 1850 Nm maksymalnego momentu obrotowego, rozwijając ważące 1230 kilogramów hiperauto do 100 km/h w 2,17 sekundy i umożliwiając mu osiągnięcie maksymalnej prędkości 500 km/h.

### Sprzedaż
Prezentując Bolide jesienią 2020 Bugatti nie było jeszcze zdecydowane, czy wyczynowy hipersamochód trafi do produkcji seryjnej i wykroczy z ten sposób z fazy pojedynczego, demonstracyjnego egzemplarza. W czerwcu 2021 roku Bugatti Bolide sfotografowane zostało podczas testów drogowych, z kolei w sierpniu tego samego roku francuska firma oficjalnie potwierdziła plany wyprodukowania Bolide w ściśle limitowanej serii ograniczonej do 40 sztuk. Cena każdego z egzemplarzy wyniosła 4 miliony euro, a dostawy pierwszych Bolide do nabywców zostały wyznaczone na 2024 rok. Hipersamochód nie został dopuszczony do poruszania się po drogach publicznych – jest to pojazd przeznaczony wyłącznie do jazdy po torach wyścigowych.

### Silnik
- W16 8.0l 1850 KM